# 明川文保
明川 文保（あけがわ ふみやす、1947年6月 - ）は、一般財団法人DEVNET INTERNATIONAL及び一般財団法人DEVNET JAPANの代表理事。
一般財団法人東久邇宮国際文化褒賞記念会代表理事、国際異業種協同組合（外国人技能実習生共同受入事業）代表理事、グローバルマンパワー株式会社（人材派遣業・有料職業紹介）代表取締役など数多くの要職を務める。山口県出身。
2019年12月16日、IPS・DEVNET創設者Dr. Roberto Savio、DEVNET前総裁Dr.Arsenio Rodriguez、明川文保氏による、三者共同声明文書（Joint Statement of Purpose）において、DEVNET INTERNTIONAL本部をローマから東京に移設、並びに新総裁として就任。

## 経歴
出典:
1966年 - 社団法人産業教育振興中央会より下賜金表彰を受ける（日本の産業経済の将来を担う人材への皇室表彰）。
1973年 - 山口県防府市に日本初の冷凍冷蔵倉庫・普通倉庫を備えた3温度帯対応の総合流通センターを開設、コールドチェーン物流の魁となる。岸信介第56・57代内閣総理大臣後援会青年部会長就任（～1978）。
1983年 - 元衆議院議員安倍晋太郎の私設特別秘書兼メッセンジャー拝命。
1987年 - 山口大学経済学部経済ゼミナール校外講師拝命。
1988年 - 九州山口経済連合会より、国際交流委員、運輸通信委員、農林水産委員に任命される。
2004年 - 参議院議員福島啓史郎全国広域後援会本部特別顧問・特別秘書就任。
2006年 - 国際連合（UN）認定 非営利非政府組織 DEVNET アジア・太平洋地域特別親善大使及び、ラオス・カンボジア・ベトナム地区総裁就任。
2009年 - 東久邇宮記念会理事・文化褒賞推進実行委員長として東京明治記念館にて文化褒賞授与式を執り行う／上海万博「DEVNET館」特別顧問就任。
2011年 - 一般財団法人東久邇宮国際文化褒賞記念会を設立し代表理事就任。第二回北京硯展及び全人代フォーラムに日本代表として参加。
2012年 - 一般社団法人国際異業種公友会を設立し代表理事就任。
2013年 - DEVNET INTERNATIONALより日本国家支部としての認可を受け、一般財団法人DEVNET Tokyoを設立し代表理事就任。
2015年 - ミラノ万博に出展。「DEVNET Tokyo」を「DEVNET JAPAN」に改名。
2016年 - DEVNET JAPAN がアジア（一部地域を除く）代表オフィスに認定される。
2017年 - ベトナム国ハノイでDEVNET／JAPAN・VCCIベトナム商工会議所主催の商談会開催（後援：在ベトナム日本国大使館、JETRO、JICA、JBA日本ベトナム商工会）※東久邇宮国際文化褒賞、ベトナム国授与式第一回開催。グローバルマンパワー株式会社設立：有料職業紹介事業開始。
2018年 - ベトナム理美容大学協定書を締結、韓国元大統領顧問の劉鐘海博士夫妻が来日した際、第3回日韓フォーラムを開催、タイ王室要人招き福岡市商工会議所で商談会、翌日には山口県観光に招待。
2019年 - DEVNET INTERNATIONALの世界本部総裁に就任（本部は東京）。創設者サビオ氏、前総裁ロドリゲス氏、明川氏の三者で共同声明に調印し、DEVNET INTERNATIONAL本部の東京移管を完了した。